# Oncotherm
Az Oncotherm készülékek rákkezeléshez használatos orvosi eszközök.

## Metodika
Az onkotermia egy olyan hőkezeléses kiegészítő eljárás, amelyet a daganatos megbetegedések gyógykezelésére alkalmaznak. A módszer a klasszikus hipertermia elméletén alapszik. Fő célja a hőbevitel által a sejtkörüli folyadékban történő energiaelnyelés elérése, valamint a rákos sejtek membránjainak roncsolása. Az onkotermia általában nem monoterápiaként alkalmazott gyógykezelési eljárás, gyakran kapcsolják össze gyógyszeres kezeléssel, sugárterápiával vagy egyéb kezelési modalitásokkal.  Az onkotermia az elektromos térrel történő energiakicsatolás elvén alapszik.

## Vállalat
Az Oncotherm Kft.-t 1988-ban Szász András fizikus alapította, mely találmánya megvalósításához hivatott hátteret biztosítani, hogy útjára indulhasson az eszközök gyártása és piacra kerülése. Miután 2002-ben egy német vállalat befektetőként társtulajdonossá vált a vállalkozásban, azt átszervezték magyar-német vegyes vállalattá, melynek az Oncotherm Hungary Kft. és az Oncotherm GmbH a részei.

## Orvosi eszközök
Legújabb, lokoregionális daganatterápiás eszközeik az. Oncotherm EHY-2000 és az Oncotherm EHY-2030.
A vállalat több, mint 450 eszközt helyezett üzembe, főként Németországban és Dél Koreában.
Évente több mint 200 000 onkotermiás eszközzel végzett kezeléssel vezető hipertermiás eszközfejlesztő– és gyártó céggé vált az idővel Oncotherm csoporttá fejlődött cég.
Ugyanakkor a készüléket a U.S. Food and Drog Administration, az Egyesült Államok Élelmezési és Gyógyszerészeti Hivatala nem jegyezte be, ezért ott nem lehet forgalomba hozni.

## Fordítás
Ez a szócikk részben vagy egészben  az   Oncotherm című angol Wikipédia-szócikk ezen változatának fordításán alapul.  Az eredeti cikk szerkesztőit annak laptörténete sorolja fel. Ez a jelzés csupán a megfogalmazás eredetét és a szerzői jogokat jelzi, nem szolgál a cikkben szereplő információk forrásmegjelöléseként.